# Malvern (Iowa)
Malvern is een plaats (city) in de Amerikaanse staat Iowa, en valt bestuurlijk gezien onder Mills County.

## Demografie
Bij de volkstelling in 2000 werd het aantal inwoners vastgesteld op 1256. In 2006 is het aantal inwoners door het United States Census Bureau geschat op 1365, een stijging van 109 (8,7%).

## Geografie
Volgens het United States Census Bureau beslaat de plaats een oppervlakte van 3,1 km², geheel bestaande uit land. Malvern ligt op ongeveer 307 m boven zeeniveau.

## Plaatsen in de nabije omgeving
De onderstaande figuur toont nabijgelegen plaatsen in een straal van 16 km rond Malvern.